# Osteochilus bellus
Osteochilus bellus är en fiskart som beskrevs av Popta, 1904. Osteochilus bellus ingår i släktet Osteochilus och familjen karpfiskar. Inga underarter finns listade i Catalogue of Life.